# سیلان (ایندیان)
سیلان (به انگلیسی: Ceylon) یک منطقهٔ مسکونی در ایالات متحده آمریکا است که در شهرستان آدامز، ایندیانا واقع شده‌است. سیلان ۲۶۰٫۰ متر بالاتر از سطح دریا واقع شده‌است.